# Крістіне Шайбліх
Крістіне Шайбліх (нім. Christine Scheiblich, 31 грудня 1954) — німецька академічна веслувальниця.
Олімпійська чемпіонка 1976 року в одиночці.
Чемпіонка світу 1974, 1975, 1977, 1978 років в одиночці.